# Michel Ferlus
Michel Ferlus (mi.ʃɛl fɛʁ.lys), né le 15 septembre 1935 à Pailloles et mort le 11 mars 2024 à Agen, est un linguiste français spécialisé dans l'étude de la phonologie historique des langues d'Asie du Sud-Est. Outre les systèmes phonologiques, il étudie les systèmes d'écriture, en particulier les évolutions que les écritures d'origine indienne connaissent en Asie du Sud-Est.

## Biographie
Michel Ferlus est né en 1935. Il suit des cours d'André Leroi-Gourhan en ethnologie et préhistoire ; de Roger Bastide en 'religions primitives' ; d'André Martinet en linguistique ; et de George Cœdès en langues et histoire d'Asie du Sud-Est. Il travaille au Laos comme enseignant de 1961 to 1968. Cela lui  permet de réaliser des travaux d'étude linguistique sur le terrain, concernant plusieurs langues du Laos, dont le hmong et le yao (famille linguistique hmong-mien family), le khmu/khamou et le lamet (môn-khmer de la famille austroasiatique), ainsi que le phunoi (famille sino-tibétaine). Il devient chercheur au Centre national de la recherche scientifique en 1968, et est membre du Centre de recherches linguistiques sur l'Asie orientale.
Ses recherches de terrain se déroulent en Thailande et en Birmanie (Myanmar) dans les années 1980: étude des langues wa, lawa, palaung, mon et nyah kur; puis au Vietnam et au Laos dans les années 1990, étudiant les langues viet-muong (viétiques) et tai, et les systèmes d'écritures d'aires situées dans le nord et le centre du Vietnam, y compris l'écriture lai pao, qui était proche de sombrer dans l'oubli.
Michel Ferlus a publié de nombreux travaux dans des revues telles que Mon-Khmer Studies, Cahiers de Linguistique Asie Orientale et Diachronica.
Michel Ferlus est membre du Comité national du CNRS pendant deux mandats (soit huit ans).

## Principaux résultats
Les principales découvertes de Michel Ferlus concernent les effets de la monosyllabisation sur la structure phonologique des langues d'Asie de l'Est et du Sud-Est. La tonogenèse (l'apparition de tons lexicaux), la registrogenèse (apparition de registres phonatoires lexicalement contrastifs), et les mutations dans les systèmes vocaliques participent tous trois d'un modèle d'évolution général (panchronique). Des phénomènes tels que la spirantisation des obstruantes médiales, qui a eu des conséquences majeures pour l'inventaire des sons du vietnamien, se rattachent également à cet ensemble de changements diachroniques dont l'origine se trouve dans le processus de monosyllabisation.

## Publications
- Ferlus, Michel, « La langue souei : mutations consonantiques et bipartition du système vocalique », Bulletin de la Société de Linguistique de Paris, vol. 66, no 1,‎ 1971, p. 378–388
- Michel Ferlus, « Spirantisation des obstruantes médiales et formation du système consonantique du vietnamien », Cahiers de Linguistique Asie Orientale, vol. 11, no 1,‎ 1982, p. 83–106 (DOI 10.3406/clao.1982.1105, lire en ligne)
- Ferlus, Michel, « Essai de phonétique historique du khmer (du milieu du premier millénaire de notre ère à l’époque actuelle) », Mon-Khmer Studies, vol. 21,‎ 1992, p. 57–89 (lire en ligne, consulté le 27 mars 2024)
- Michel Ferlus, « Remarques sur le consonantisme du proto kam-sui », Cahiers de Linguistique Asie Orientale, vol. 25, no 2,‎ 1996, p. 235–278 (DOI 10.3406/clao.1996.1451, lire en ligne)
- Michel Ferlus, « Problèmes de la formation du système vocalique du vietnamien », Cahiers de Linguistique Asie Orientale, vol. 21, no 1,‎ 1997, p. 37–51 (DOI 10.3406/clao.1997.1504, lire en ligne)
- Ferlus, Michel, « Les systèmes de tons dans les langues viet-muong », Diachronica, vol. 15, no 1,‎ 1998, p. 1–27 (lire en ligne)
- Ferlus, Michel « The origin of tones in Viet-Muong » (2004)  (lire en ligne)
—Eleventh Annual Conference of the Southeast Asian Linguistics Society 2001
— « (ibid.) », dans Papers from the Eleventh Annual Conference of the Southeast Asian Linguistics Society 2001, ed. by Somsonge Burusphat, Tempe, Arizona, Arizona State University Programme for Southeast Asian Studies Monograph Series Press, p. 297–313
- Ferlus, Michel, « What were the four Divisions of Middle Chinese? », Diachronica, vol. 26, no 2,‎ 2009, p. 184–213 (lire en ligne)